# Wilhelm Rudnick
Wilhelm Rudnick (* 30. Dezember 1850 in Damerkow, Kreis Bütow; † 7. August 1927 in Liegnitz) war ein deutscher Kirchenmusiker und Komponist.

## Leben
Wilhelm Rudnick entstammt einer pommerschen Bauernfamilie. Von 1868 bis 1871 besuchte er das Lehrerseminar in Bütow. Ab 1873 ließ er sich am Akademischen Institut für Kirchenmusik in Berlin und an der Neuen Akademie der Tonkunst von Theodor Kullak ausbilden. Zu seinen Lehrern zählten August Haupt, Albert Löschhorn, Theodor Kullak, Richard Wüerst, Heinrich Dorn und Otto Dienel. 1879 erhielt Rudnick zuerst die Stelle des ersten Organisten an der Bartholomäus-Kirche in Berlin und noch im selben Jahr wurde er Organist am Dom St. Marien in Landsberg an der Warthe. Gleichzeitig erteilte er Musikunterricht am Gymnasium, leitete eine Musikschule und war Dirigent der Singakademie und eines Männergesangvereins. Am 1. April 1891 ging er als Kantor und Organist an die Peter-und-Paul-Kirche in Liegnitz. Hier hatte er sich gegenüber 81 Bewerbern durchgesetzt. Vier Jahre später wurde er zum Königlichen Musikdirektor ernannt und trat 1919 in den Ruhestand.  Er war Mitglied der Liegnitzer Freimaurerloge Pythagoras zu den drei Höhen. Zu seinen Schülern zählte der schlesische Organist und Komponist Richard Lichey, Königlicher Musikdirektor in Schulpforta.
Sein Sohn Otto (1887–1973) war ebenfalls Kirchenmusiker und wurde sein Nachfolger als Kirchenmusikdirektor in Liegnitz.

## Rezeption
Zu seinem Nachruf schreibt Signale für die musikalische Welt am 31. August 1927, dass Wilhelm Rudnick zu seinen Lebzeiten „ein in weiten Kreisen bekannte[r] Komponist“ gewesen sei. „Seinen Ruf verdankte er vor allem seiner überragenden Bedeutung auf dem Gebiete der Kirchenmusik.“ Am meisten verbreitet seien die Werke „Otto der Schütz“ und die Chorwerke „Dornröschen“ und „Armin“ gewesen. „Die Oratorien ‚Samariterin‘, ‚Judas‘, noch mehr ‚Der Verlorene Sohn‘ […] und ‚Johannes‘ haben viele hundert Aufführungen erlebt. Ebenso großen Anklang fanden seine ungezählten Motetten, Lieder und Orgelwerke.“
Die Neue Zeitschrift für Musik nennt ihn in der Januarausgabe von 1927 einen „weitbekannte[n], ehrwürdige[n] Kirchenkomponist[en]“. Neben seinen Orgelwerken seien „vor allem die kleinen für mittlere Verhältnisse wie geschaffenen Oratorien ‚Der verlorene Sohn‘, ‚Judas Ischarioth‘, ‚Jesus und die Samariterin‘ und auch sein zuletzt geschriebenes ‚Der Weltheiland‘ bekannt geworden und haben seinen Ruf als tüchtigen und charakterfesten Tonsetzer begründet.“

## Werke (Auswahl)

### Bühnenwerke
- Otto der Schütz, Romantische Oper in zwei Akten, auch als dramatische Kantate oder Konzertdrama bezeichnet, Text: Adolf Volger nach dem gleichnamigen Versepos von Gottfried Kinkel. Die konzertante Uraufführung fand am 3. November 1898 unter der Leitung Rudnicks in Liegnitz statt.[7]
- Studio oben auf!, Operette in drei Akten, Text: Rudolf Eckert

### Oratorien und Chorwerke mit Orchester
- Rheinsage für Männerchor mit zwei Trompeten, vier Hörnern, drei Posaunen, Tuba und Pauken op. 56, 1892, Incipit: Am Rhein, am grünen Rheine
- Weihnachtshymne für Sopransolo, gemischten Chor, Orchester und Orgel op. 63, 1897 Incipit: O dunkles Tal von Todesnacht umhüllt
- Psalm 103 Lobe den Herrn, meine Seele für vierstimmigen gemischten Chor mit Begleitung eines kleinen Orchesterer und der Orgel oder mit Orgel allein op. 71
- Abendgebet O Herr bleibe bei uns für gemischten Chor, Sopran-Solo, Streich-Orchester und Orgel oder mit Begleitung der Orgel allein op. 72
- Dornröschen, Märchendichtung für gemischten Chor, Soli und Orchester op. 80, Text: Otto Franz Gensichen
- Judas Ischarioth, ein Passionsoratorium für gemischten Chor und Soli mit Orgel- oder HarmoniumBegleitung, Streichorchester und Trompeten ad libitum op. 81
- Der verlorene Sohn, Oratorium für gemischten Chor, Soli, Orchester und Orgel oder Streichorchester und Orgel, oder Orgel oder Harmonium oder Piano allein op. 100
- Weihnachtshymne für vierstimmigen Chor eines kleinen Orchesters und der Orgel oder der Orgel allein op. 118, 1903, Incipit: Lasst uns unserm Gott lobsingen
- Armins Kampfruf für vierstimmigen Männerchor, Soli u. Orchester- oder Klavierbegleitung op. 120, Text: Adolf Volger, Gleichauf, Regensburg, 1903
- Jesus und die Samariterin; Oratorium für gemischten Chor, Soli, Orchester und Orgel, oder Streichorchester und Orgel, oder Orgel allein oder Harmonium oder Piano op. 150, Text: W. Meyer, Preiser, Liegnitz, 1912
- Johannes der Täufer, Oratorium für Chor, Soli, Orchester, und Orgel op. 160, Text nach der Bibel und eigene Dichtung von August Rücker. Die Uraufführung fand am 12. April 1921 an der St.-Peter-und-Paul-Kirche in Liegnitz unter der Leitung von Otto Rudnick statt.[8]
- Der Weltheiland, Oratorium für Chor, vier Solostimmen Orchester und Orgel in sechs Teilen, Uraufführung im April 1926 in Liegnitz unter der Leitung von Otto Rudnick

### Orchesterwerke
- Stimmungsbilder für Orchester op. 48, 1889 I Allein ! II Sinnen III Ständchen IV Sehnen V Zwiegespräch VI Minnelied VII Neckerei VIII In der Dämmerung

### Orgelwerke
- Fünf Orgelstücke mittleren Umfangs op. 17
- Zwei Weihnachtsstücke op. 19
  - Nr. 1: Gute Mär (Vom Himmel hoch)
  - Nr. 2: Stille Nacht
- Acht Orgeltrios op. 23
- Fantasie über Martin Luthers Choral Ein feste Burg ist unser Gott op. 33
- Andante religioso op. 34
- Zwei Fugen op. 37
  - Nr. 1: Einleitung und Fuge in G-Dur
  - Nr. 2: Einleitung und Fuge in Es-Dur
- Sieben Passionsvorspiele op. 39
- Sieben Abendmahlspräludien op. 40
- Neun Festpräludien zum Kirchenjahr op. 41
- Orgelsonate Nr. 1 G-moll Trinitatis op. 44, Motiv: Allein Gott in der Höh’ sei Ehr’ I Allegro II Trio: Andante III Finale: Allegro
- Totenfest — Busstag. Fantasie op. 46, Motiv: Mache dich, mein Geist bereit, Straf mich nicht in deinem Zorn
- Sonate Nr. 2 D-dur op. 49, Motiv: Jerusalem, du hochgebaute Stadt I Allegro moderato II Andante III Allegro marcato D-moll - Adagio
- Sonate Nr. 3 D-moll Pfingsten op. 51, Motiv: O heil’ger Geist, kehr bei uns ein, Wie schön leucht’t uns der Morgenstern I Sehr ruhig II Trio pastorale: Moderato III Fuge
- Fantasie Ostern op. 52, Motiv: Jesus meine Zuversicht
- Weihnacht. Fantasie über Weihnachtslieder op. 53
- Weihnachtshymne op. 54
- Konzert-Fantasie G-moll op. 56
- Introduction, Thema und Variationen in F-dur op. 57
- Sonate Nr. 4 in G-moll op. 58 I Allegro maestoso - Adagio II Andante III Fuge. Tempo moderato.
- Sonate Nr. 5 in D-moll op. 62 I Maestoso II Andante cantabile III Finale (Allegro moderato)
- Acht größere Choralnachspiele op. 69
  - Nr. 1: Danket dem Herren!
  - Nr. 2: Wenn ich ihn nur habe
  - Nr. 3: Allein Gott in der Höh’ sei Ehr’
  - Nr. 4: Christus, der ist mein Leben
  - Nr. 5: Was Gott tut, das ist wohlgetan
  - Nr. 6: Allein Gott in der Höh’ sei Ehr’
  - Nr. 7: O, dass ich tausend Zungen hätte
  - Nr. 8: Lobe den Herren, den mächtigen König
- Dreißig Choralvorspiele op. 70
- Acht Choralvor- oder nachspiele mittlerer Schwierigkeit op. 85
- Sechzehn leichtere Choralvorspiele op. 86
- Drei kleine Fantasien für Gottesdienst und Konzert op. 87
- Sechs Vortragsstücke op. 119
  - Nr. 1: Im Gebet
  - Nr. 2: Erhörung
  - Nr. 3: Fromme Bitte
  - Nr. 4: Zuversicht
  - Nr. 5: Pastorale
  - Nr. 6: Nachspiel
- Zwei Konzertstücke op. 121
  - Nr. 1: Elegische Fantasie und Fuge
  - Nr. 2: Fantasie O Ewigkeit, o Donnerwort
- Ein feste Burg ist unser Gott, Festpräludium für Orgel, 214. Musikbeilage zur Preußischen Lehrerzeitung vom Oktober 1903

### Weitere Chorwerke
- Fünfzehn kurze geistliche Gesänge, leicht und mittelschwer, für vierstimmigen gemischten Chor op. 20
- Frühlingslied für vierstimmigenMännerchor op. 24, 1898, Incipit: Wie glänzt der Wald so golden grün
- Zwei Schlesierlieder für Männerchor op. 27
  - Nr. 1: Als köstliche Perle
  - Nr. 2: In Deiner wunderbaren Zier
- Zwölf Jahreszeiten-Lieder im Volkston, ein Liederspiel für zweistimmige Schul- oder Frauenchöre und Declamation mit Klavierbegleitung op. 38
- Der Rechte, ein mehr lustiger als ernster Sang für Männerchor mit Klavierbegleitung op. 47
- Drei patriotische Gesänge für zwei-drei-stimmigen Schulchor oder 4-stimmigen Männerchor mit Klavierbegleitung op. 78
  - Nr. 1: Lied der deutschen Flotte von G. Weck
  - Nr. 2: Kaiserlied
  - Nr. 3 Das neue deutsche Reich
- Geistliche gemischte Chöre a capella op. 89 I Tröstet, tröstet
- Zwei Gesänge für Männerchor op. 102
  - Nr. 1: An die Heimat, a capella
  - Nr. 2: Das Deutsche Weib, mit Klavierbegleitung
- Neujahr (Jubelfeier) für gemischten Chor op. 122
- Zum Totenfest für gemischten Chor op. 123
- Geistliche Festgesänge für gemischten Chor op. 124
  - Nr. 1: Weihnachten
  - Nr. 2: Stille Nacht
  - Nr. 3: Weihnachtsnacht
- Geistliche Festgesänge für gemischten Chor a capella op. 125
  - Nr. 1: Adventsbitte
  - Nr. 2: Erntedankfest
- Patriotische Schulgesänge op. 126, dreistimmig mit Klavierbegleitung
  - Nr. 1: Deutsche Worte
  - Nr. 2: Kaisers Geburtstag
  - Nr. 3: Vom Fels zu Meer
  - Nr. 4: Der Mädchen Kaiserlied
- Im Elfenreich, ein Märchentraum im Walde, für dreistimmigen Frauen- oder Kinderchor, Soli und Pianoforte op. 127 Text: V. Kleinschmidt
- Geistliche Festgesänge für gemischten Chor a capella op. 128
  - Nr. 1: Himmelfahrt
  - Nr. 2: Himmelfahrtstrost
- Geistliche Festgesänge für gemischten Chor a capella op. 129
  - Nr. 1: Pfingstbitte
  - Nr. 2: Pfingsten
- Geistliche Festgesänge für gemischten Chor a capella op. 130
  - Nr. 1: Trost
  - Nr. 2: Zu Dir, nach Haus
  - Nr. 3: Will es Gott, so will ich’s auch
- Geistliche Festgesänge für gemischten Chor a capella op. 131
  - Nr. 1: Stille, Stille
  - Nr. 2: Harre sein
  - Nr. 3: Welch eine Liebe

- Auf dem Königssee für vierstimmigen gemischten Chor, Sopran- und Tenor-Solo mit Klavierbegleitung op. 132  Text: F. Hoffmann, F. Gleichauf, Regensburg, 1907
- Märchens Ende für vierstimmigen gemischten Chor mit Klavierbegleitung op. 133, F. Gleichauf, Regensburg, 1907
- Mai für vierstimmigen gemischten Chor mit Klavierbegleitung op. 134, Text: Viktor von Scheffel, F. Gleichauf, Regensburg, 1907
- Kaiserhymnus für Einzelgesang, Männer- oder Schulchöre, Mittelsatz, Soli oder kleiner Chor, dreistimmig eventuell mit Klavierbegleitung oder Harmonium op. 149
- Unter dem Weihnachtsbaum für zweistimmigen Chor mit Klavierbegleitung, auch a cappella zu singen, Musikbeilage zur Deutschen Frauen-Zeitung, 1891
- Deutsches Bannerlied für Männerchor mit Klavierbegleitung ad libitum, 1905, Incipit: Brause nur, du Feindeswoge
- Im Dorfe blüht die Linde für gemischten Chor a capella, 1914

### Weitere Vokalwerke
- Orakel für eine Singstimme mit Klavierbegleitung op. 11
- Frühling für eine Singstimme mit Klavierbegleitung op. 13, 1882, Incipit: Du wundervoller Wonnemond
- O säume nicht, Terzett für Sopran, Alt und Tenor mit Violine, Cello und Orgel oder Harmonium op. 21
- Gottvertrauen, Duett für Sopran und Alt mit Violine, Cello und Orgel oder Harmonium op. 22
- Trauergesang für Sopran und Tenor mit Orgel oder Harmonium  op. 28
- Zwei Duette für Sopran und Alt mit Orgel oder Harmonium op. 29
  - Nr. 1: Vertrauen auf Gott
  - Nr. 2:Aufwärts
- Gott grüße Dich, Geistliches Lied für eine Singstimme mit Orgel oder Harmonium op. 30
- Sei getrost, Geistliches Lied für eine Singstimme mit Orgel oder Harmonium op. 31
- Ständchen für Sopran, Violine, Violoncello und Klavier op. 35, 1888, Incipit: Es haucht die Linde in weicher Luft
- Geistliche Lieder und Gesänge für eine Singstimme mit Orgel oder Pianoforte oder Harmonium op. 93
  - Nr. 1: Alles dienet dir zum Heile
  - Nr. 2: Gross ist die Not
  - Nr. 3: Gottvertrauen

- Lieder für eine Singstimme mit Klavierbegleitung op. 106
  - Nr. 3: Wie ein Röschen
- Lieder für eine Singstimme mit Klavierbegleitung op. 107
  - Nr. 1: Wiegenliedchen
- Ich möcht’ schweben über Tal und Hügel für Alt und Tenor mit Klavier op. 111, Text: J. Wolff
- Drei Lieder für eine Singstimme mit Klavier op. 112
  - Nr. 1: Ich sang den Mädeln
  - Nr. 2: An meiner Türe
  - Nr. 3: Ich hab’ Dir leise
- Sang der Lurley für Singstimme und Klavier op. 113, Text: J. Wolff
- Zwei Lieder für eine Singstimme und Klavier op. 114
  - Nr. 1: Glockenblumen, was läutet ihr ?
  - Nr. 2: Lass doch Dein Singen Nachtigall
- Die Heimatblume für Singstimme und Klavier op. 115
- Drei Mädchenlieder op. 116
  - Nr. 1: Schaust du mir so innig
  - Nr. 2: In meinem Garten
  - Nr. 3: Früh wenn die Hähne
- Du rote Rose für eine Singstimme mit Klavier op. 117, Text: J. Wolff, Gleichauf, Regensburg, 1903
- Drei Pommern-Lieder für eine Singstimme mit Pianoforte op. 140, Preiser, Wolgast, 1909
  - Nr. 1: Pommern, du mein Heimatland, Incipit: Heimatland, so treu und bieder
  - Nr. 2: Die Pommerschen Farben, Incipit: Das blaue Meer, der weiße Strand
  - Nr. 3: Mein Pommernland, Incipit: Wenn in stiller Stunde
- Neue Compositionen für eine Singstimme und Klavier, 1900
  - Nr. 1: Das erste Lied, Text: Text: Victor Blüthgen
  - Nr. 2: Spielmannslied, Text: Julius Wolff
  - Nr. 3: Ach kenntest du den jähen Schmerz
  - Nr. 4: Ich kann’s nicht fassen, Text: Adelbert von Chamisso
  - Nr. 5: Trost
  - Nr. 6: Allein
- Geistliche Gesänge für eine Singstimme, teils mit Begleitung der Orgel, teils mit Harmonium, teils mit Pianoforte, 1904
- Zweistimmige Religiöse Gesänge, teils mit Begleitung der Orgel, teils mit Harmonium, teils mit Pianoforte, 1904

### Weitere Instrumentalwerke
- Abendgesang für Violine und Klavier op. 25a
- Geistliches Lied für Cello und Orgel oder Harmonium op. 32
- Zwei Triosätze  für Violine, Violoncello und Harmonium oder Orgel oder Klavier op. 33
  - Nr. 1: Lied ohne Worte
  - Nr. 2: Lied ohne Worte
- Charakterstück für Violoncello und Orgel op. 42
- Tröstung, Consolation für Violine und Orgel oder mit Orchesterbegleitung E-Dur op. 43
- Stimmungsbilder, acht reizende Charakterstücke op. 48, Klavierfassung
- Sommernacht, Stimmungsbild für Violine und Klavier, Musikbeilage zur Neuen Musikzeitung 1890, IX. Jahrgang Nr. 12

- Ich denke Dein!, Stimmungsbild für Klavier, Musikbeilage zur Neuen Musikzeitung 1890, IX. Jahrgang Nr. 12